# Villaescusa (Zamora)
Villaescusa ist ein nordwestspanischer Ort und eine Gemeinde (municipio) mit nur noch 237 Einwohnern (Stand: 2024) im Süden der Provinz Zamora in der Autonomen Gemeinschaft Kastilien-León. 

## Lage und Klima
Villaescusa liegt am Rand der Kastilischen Hochebene (Meseta Iberica) in einer Höhe von ca. 830 m. Die Provinzhauptstadt Zamora ist gut 47 km (Fahrtstrecke) in nordnordwestlicher Richtung entfernt; bis nach Salamanca sind es gut 29 km in südsüdwestlicher Richtung. Das gemäßigte Kontinentalklima wird nur selten vom Atlantik beeinflusst; Regen (ca. 471 mm/Jahr) fällt vorwiegend im Winterhalbjahr.

## Bevölkerungsentwicklung
| Jahr      | 1970 | 1981 | 1991 | 2001 | 2011 | 2021 |
| Einwohner | 614  | 522  | 465  | 376  | 299  | 244  |

## Sehenswürdigkeiten
- Jakobuskirche (Iglesia de Santiago Apóstol)
- anglikanische Heiliggeistkirche
- Marienkapelle
- Rathaus

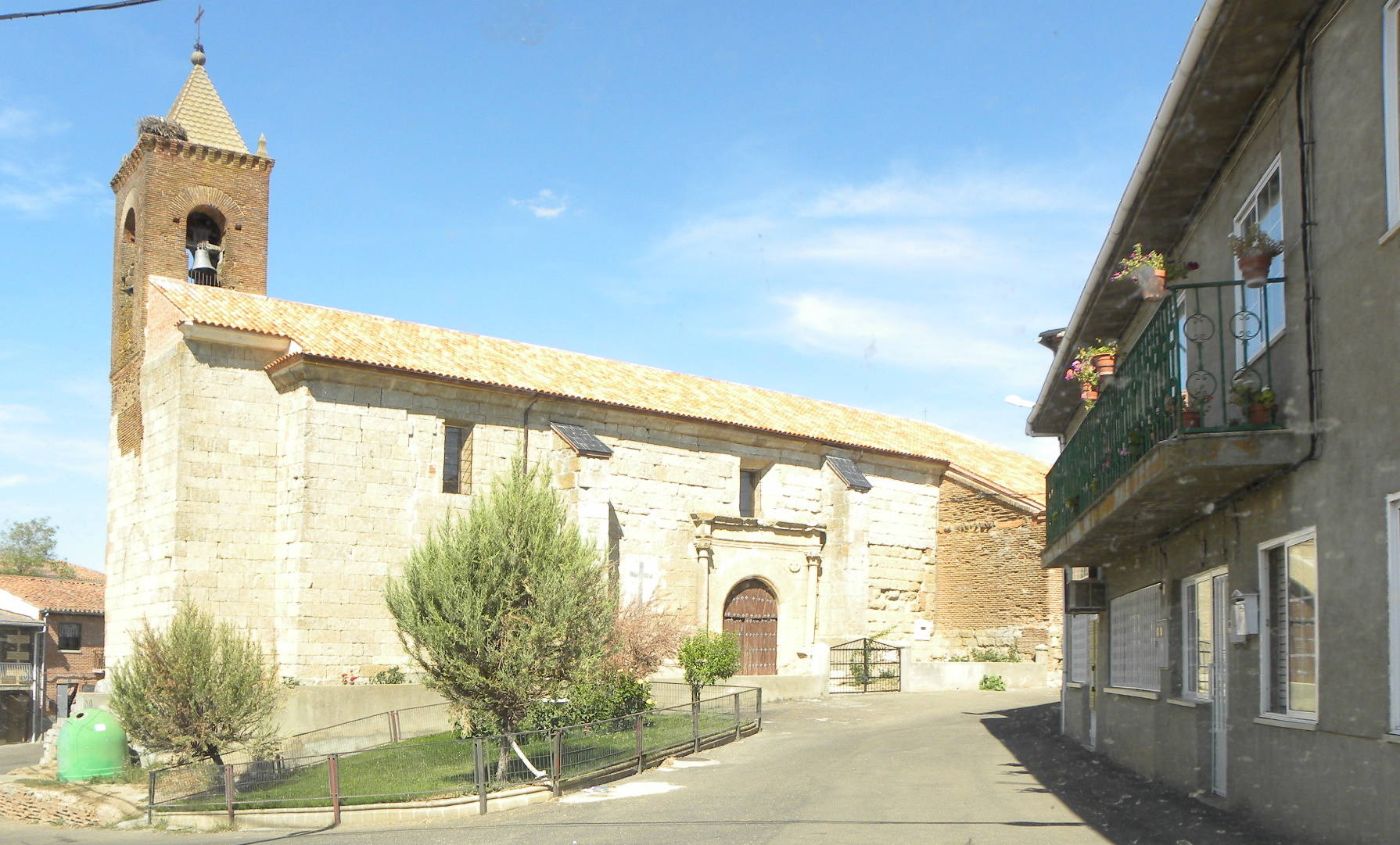
Jakobuskirche
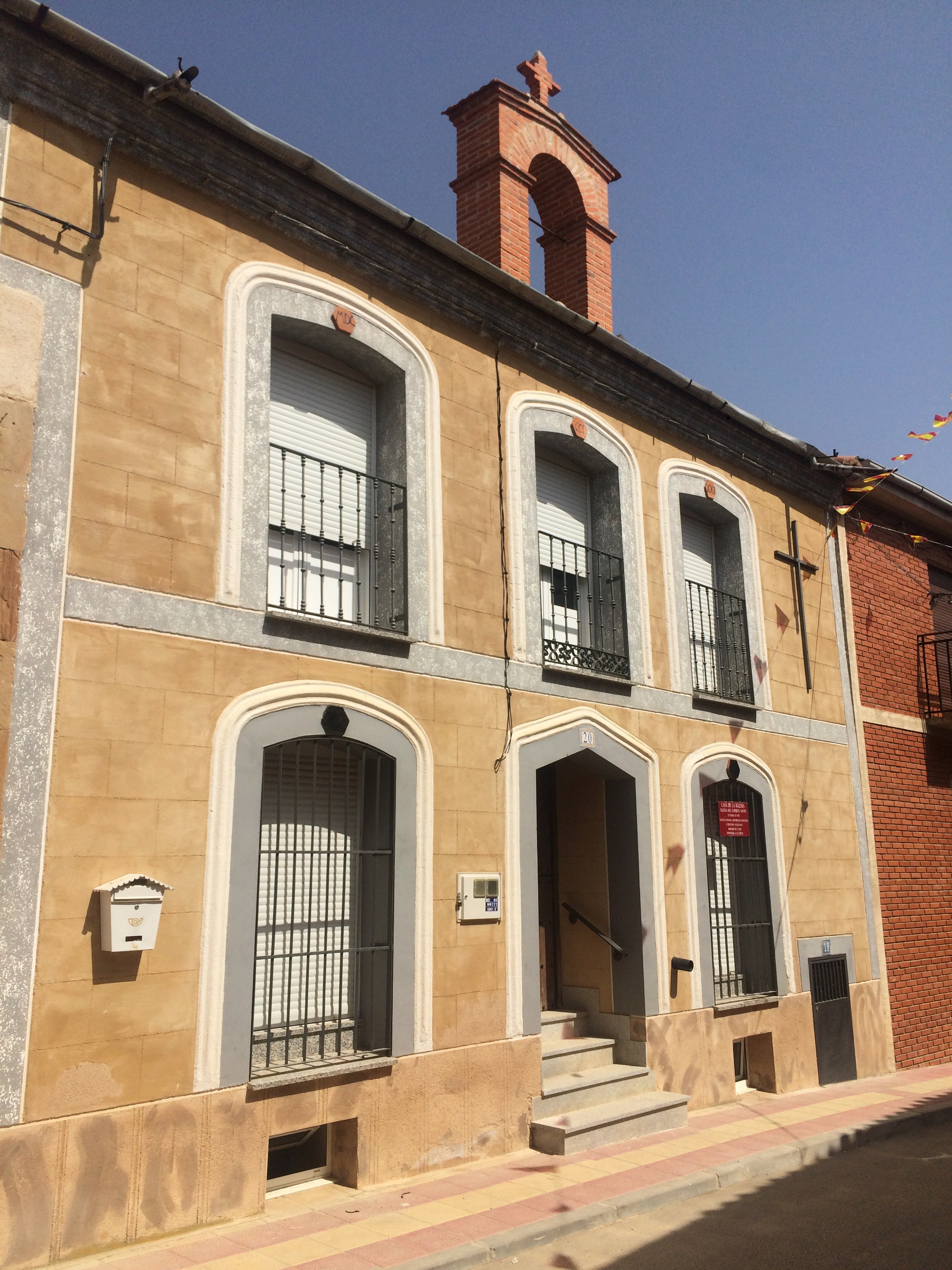
Heiliggeistkirche
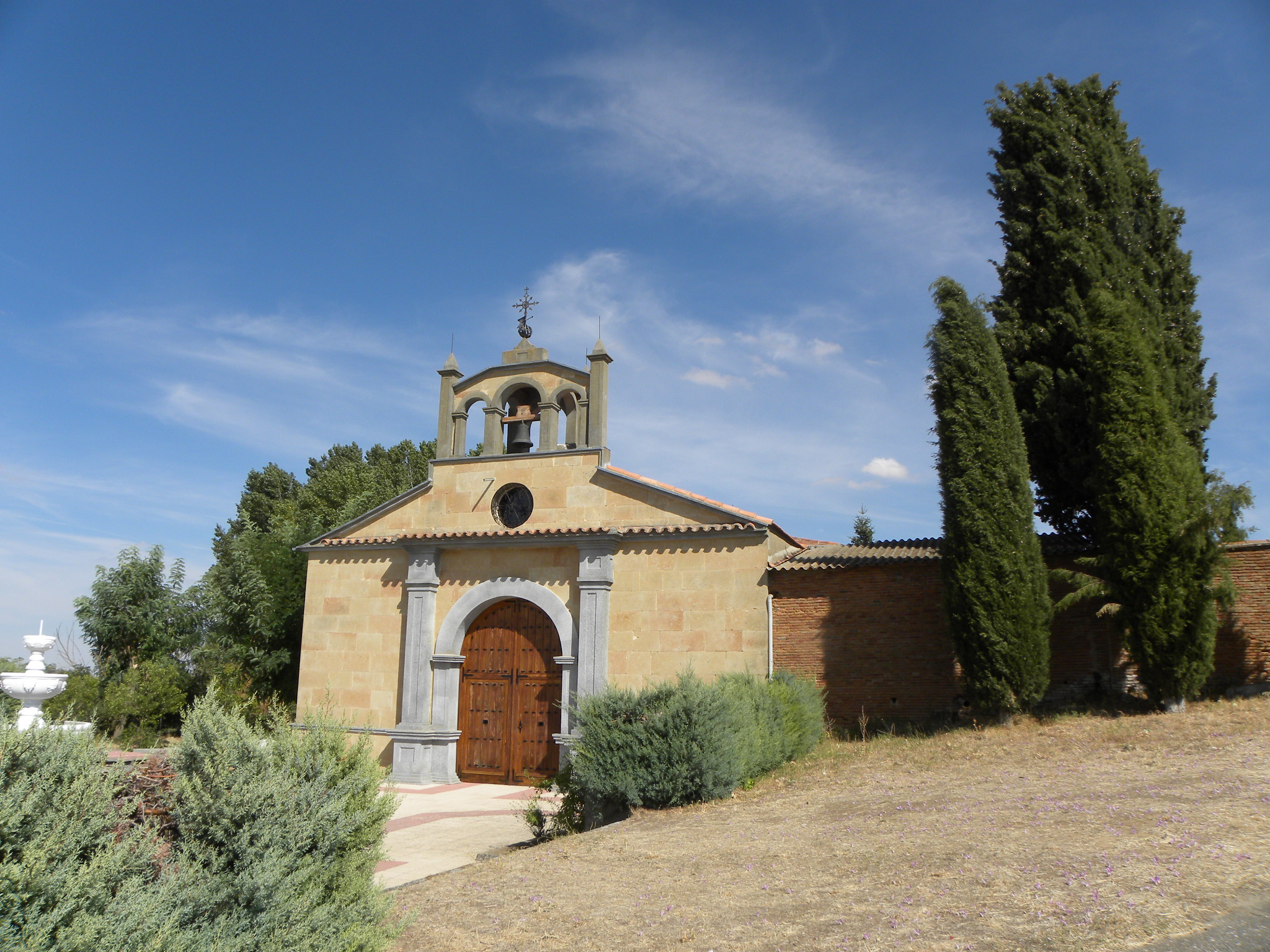
Marienkapelle